# Мединский, Владимир Ростиславович
Владимир Ростиславович Меди́нский (род. 18 июля 1970, Смела, Черкасская область, Украинская ССР, СССР) — российский государственный и политический деятель. Помощник президента Российской Федерации с 24 января 2020 года. Действительный государственный советник Российской Федерации 1-го класса.
Депутат Государственной думы Федерального собрания Российской Федерации IV и V созывов (2004—2011), член Бюро Высшего совета политической партии «Единая Россия» (с 2017). Министр культуры Российской Федерации с 21 мая 2012 по 21 января 2020. Член Совета при президенте Российской Федерации по культуре и искусству (с 2024 года). Председатель — первый секретарь Союза писателей России с 27 февраля 2025 года.
Находится под санкциями США с 2017 года и Канады с 2022 года за «причастность к распространению российской дезинформации и пропаганды». Руководитель российской делегации на переговорах между Россией и Украиной, которые велись в ходе вторжения России на Украину в 2022 году и в 2025 году.
Политический и творческий путь Владимира Мединского, взгляды которого характеризуются в некоторых СМИ как охранительные и ультраконсервативные, начался в 1992 году после выпуска из МГИМО, где он получил квалификацию специалиста-международника. Профессиональный специалист по PR-технологиям, Мединский характеризуется Forbes как «человек идеологического клана» Владимира Путина. Став в 2003 году депутатом Госдумы, он вскоре превратился в заметную фигуру в российском истеблишменте. В этот период Мединский получил известность как видный политтехнолог и управленец, автор-публицист и популяризатор истории.
Популярность в читательской среде Мединскому принесла серия публицистических книг о русской истории. В 2012 году вышел в свет первый художественный роман Мединского «Стена», посвящённый событиям Смутного времени. Роман был экранизирован, спектакли по нему ставились в Смоленске, Владивостоке и Москве (Малый театр).
Докторская диссертация политолога Мединского по истории была неоднозначно воспринята в учёном сообществе: в ней усматривали ненаучность, идеологизированность, массовые ошибки и прочие недостатки. Диссертационный совет принял решение оставить степень, которое вызвало новую волну критики. Назначение Мединского в мае 2012 года министром культуры в правительстве Дмитрия Медведева повлекло полярные оценки. Критический резонанс получили его конфликты с директором Государственного архива РФ Сергеем Мироненко, режиссёром Виталием Манским, кругом теоретиков искусства, которых он обвинял в отрыве от практической работы; а также с рядом театральных деятелей (Кирилл Серебренников, Константин Райкин, Борис Мездрич, Роман Должанский) и другими представителями «современного искусства». Президента Путина в 2015 году Мединский назвал «абсолютным гением современной реальной политики».
Пресс-служба Кремля многократно подтверждала удовлетворённость руководства страны работой Министерства культуры в период его руководства ведомством. Под его руководством впервые в культурной отрасли были организованы масштабные культурные реформы и мероприятия в рамках подписанных президентом указов — Год культуры в 2014 году, Год литературы в 2015 году, Год кино в 2017 году, Год театра в 2019 году, а также осуществлены иные проекты. В новый состав правительства России, сформированный в январе 2020 года, Мединский, подвергнутый критике единороссами, не вошёл, а был назначен помощником президента России.
В должности председателя Российского военно-исторического общества Мединский курирует его проекты. Общество установило десятки памятников и мемориалов (Князю Владимиру в Москве, Ивану III в Калуге, Мемориал Советскому солдату подо Ржевом, «Сынам России» в Словении, «Прощание славянки» и «Героям Первой мировой войны» в Москве, Калининграде и др., 100-летию завершения Гражданской войны в Севастополе), Александру III в Гатчине, князю Александру Невскому с дружиной в Псковской области, реализовало огромные музейно-выставочные проекты («Помни! Мир спас советский солдат», «Война и мифы», совместно с фондом «История России» знаменитые выставки-блокбастеры в Манеже и парках «Моя Россия» по всей стране, фотовыставки в Москве и регионах и другие), воплотило в жизнь программу бесплатных автобусных экскурсий по местам боевой славы «Дороги Победы», организовало сеть военно-исторических лагерей для подростков из России и стран СНГ, издало десятки книг, фильмов, компьютерных игр по истории, создало образовательный портал «История.РФ» и первую в России интерактивную карту воинских захоронений в РФ и за рубежом «МестоПамяти.РФ». Мединским был создан крупный интернет-ресурс «История.РФ», ведёт который Российское военно-историческое общество. Русский биографический институт, из года в год определяющий «Людей года», включил Мединского в список из 43 «Людей десятилетия 2010—2020».

## Биография

### Ранние годы и образование
Владимир Ростиславович Мединский родился 18 июля 1970 года в семье военного в городе Смела Смелянского района Черкасской области Украинской ССР, ныне город — административный центр Смелянской городской общины (укр. Смілянська міська громада) Черкасского района Черкасской области Украины. Русский. Вместе с семьёй часто переезжал из гарнизона в гарнизон, в начале 1980-х годов Мединские переехали в Москву. В Москве окончил среднюю школу № 434 (ныне — № 1362). Впоследствии в этой школе РВИО был открыт обновлённый Музей боевой славы 2-й дивизии народного ополчения. Увлечённый военной историей после прочитанной в детстве «Книги будущих командиров» Анатолия Митяева, подавал документы в Московское высшее общевойсковое командное училище имени Верховного Совета РСФСР, но не прошёл комиссию по зрению. После этого в 1987 году поступил в Московский государственный институт международных отношений МИД СССР.
Обучаясь в МГИМО, продолжал увлекаться военной историей. По воспоминаниям Сергея Михайлова, однокурсника Мединского, тот постоянно посещал открытые лекции исторического факультета Московского государственного университета и отличался феноменальной памятью на исторические события. В институте Мединский получал единственную на факультете Ленинскую стипендию, состоял в комитете ВЛКСМ МГИМО и работал вожатым в пионерском лагере МИДа. Мединский входил в Учёный совет МГИМО и основал в 1989 году одно из первых частных рекламных агентств в СССР — Ассоциацию молодых журналистов «ОКО».
В конце 1980-х — начале 1990-х годов проходил практику корреспондентом ряда изданий — от районной газеты «Забайкалец» в Читинской области до агентства печати «Новости» и международной редакции ТАСС. Во время событий августа 1991 года работавший корреспондентом газеты «Россия» Мединский был среди защитников Белого дома. 21 августа 1991 года присутствовал на пресс-конференции Первого заместителя премьер-министра СССР Владимира Щербакова, задав тому вопрос, кто отдал приказ «атаковать Белый дом». В 1991 и 1992 годах Мединский проходил практику в посольстве СССР, а затем России в США. В 1992 году окончил МГИМО с отличием.
В 1993—1997 годах обучался в аспирантуре МГИМО по специальности «Политология». 13 ноября 1997 года защитил кандидатскую диссертацию. 29 февраля 2000 года — диссертацию на соискание степени доктора политических наук. В МГИМО прошёл преподавательский путь от аспиранта и преподавателя до профессора.
Владеет английским и чешским языками.

### Бизнес и государственная служба
В 1992 году Мединский, Сергей Михайлов и их однокашник по МГИМО Егор Москвин открыли собственное рекламное агентство «Корпорация „Я“». «Корпорация» стала одним из крупных игроков на рынке, обслуживала крупные банки, крупные табачные компании и финансовые пирамиды. Компания стала соучредителем множества дочерних компаний в сфере рекламы и PR, 51 % акций наиболее крупной из которых («Михайлов и партнёры») впоследствии была выкуплена у Мединского Михайловым.
В 1998 году перешёл на государственную службу, став советником директора Федеральной службы налоговой полиции России. В мае 1999 года Мединский стал руководителем Управления Министерства по налогам и сборам Российской Федерации. В ноябре 1999 года Мединскому был присвоен классный чин государственного советника налоговой службы II ранга.

### Партийная и политическая деятельность
В конце 1999 года Мединский вошёл в избирательный штаб блока «Отечество — Вся Россия» на выборах в Государственную думу III созыва. Руководил столичным исполнительным комитетом «Единой России» с 2002 по 2004 год, возглавлял избирательный штаб по Москве в 2003 году. В декабре 2003 года был избран в Государственную думу по общефедеральному списку партии. В 2004—2005 годах являлся заместителем руководителя ЦИК «Единой России».

#### Государственная дума IV созыва
В Государственной думе IV созыва Мединский занимал должности заместителя председателя Комитета по информационной политике, заместителя председателя Комитета по экономической политике, председателя Комитета по культуре. С 2004 года состоял в президиуме генерального совета «Единой России», в 2004—2005 годах был заместителем руководителя Центрального исполкома по информационно-аналитической работе.
В 2004 году выступил автором проекта нового Федерального закона «О рекламе». Законопроект, призванный заменить явно устаревший к этому времени Федеральный закон № 108-ФЗ «О рекламе» от 1995 года, вносил ряд новых ограничений и запретов на рекламу алкогольных напитков, табачных изделий, биологически активных добавок, медицинских товаров и услуг; добавлял понятия социальной и спонсорской рекламы. Кроме того, закон впервые ограничил продолжительность рекламы на телевидении. Закон был принят и вступил в силу 1 июля 2006 года как Федеральный закон № 38-ФЗ.
Мединский первым в Госдуме выступил с публичной законодательной инициативой резкого ограничения игорного бизнеса (казино) в стране, многократного повышения налогов «на стол» и полного запрета игорных автоматов в стране.
С этим связан конфликт между Мединским и депутатом-банкиром Александром Лебедевым. Лебедев письменно оскорбил Мединского, и тот ответил иском о защите чести и достоинства. Басманный суд Москвы вынес решение в пользу Мединского, обязал Лебедева опубликовать опровержение и назначил финансовую компенсацию.
Закон о запрете игорного бизнеса в России был в результате внесён лично президентом России и принят Государственной Думой.

#### Государственная дума V созыва
В Государственную думу V созыва Мединский прошёл по списку «Единой России» от Липецкой области. Ему был передан мандат Главы администрации Липецкой области Олега Петровича Королёва. Заметными инициативами Мединского в новом составе Думы стали новые ужесточающие поправки в законы «О рекламе» и «Об ограничении потребления табака». В апреле 2008 года совместно с Ольгой Борзовой и Николаем Герасименко он предложил полностью запретить рекламу сигарет. Мединский и Герасименко впервые добились размещения на пачках сигарет крупным шрифтом предупреждений о вреде курения.
С критикой этих мер выступила «Новая газета», усмотревшая в поправках интересы торговых сетей и табачных компаний, расхождения с требованиями ратифицированной Россией в 2008 году рамочной конвенции ВОЗ против табака: в работе над антитабачными проектами принимал участие экспертный совет из представителей табачной отрасли. В статье было отмечено сотрудничество Герасименко с общественной организацией «Твой выбор» и «Общественным советом по борьбе с подростковым курением», получавшими финансирование от «Бритиш Американ Тобакко», «Филипп Морис» и «ДжиТиАй» — и связь аффилированных с Мединским компаний с табачным бизнесом. В частности, «Корпорация „Я“» занималась PR-сопровождением британской автогоночной команды West McLaren Mercedes (титульным спонсором которой в 1997—2005 годах был табачный бренд West) и выставки «ТабакЭкспо-2001»; «БАТ», «Филипп Морис» и «Донской табак» состояли в РАСО, президентом которой на общественных началах Мединский был с 2006 по 2008 год; а в годовом отчёте «Филипп Морис» за 2006 год нашёлся благотворительный взнос в кассу РАСО на сумму 22,5 тысячи долларов.
Во время финансово-экономического кризиса 2008 года Мединский выступал с инициативами в поддержку сотрудников и руководителей российских компаний, а в декабре 2008 года вместе с однопартийцем Владимиром Груздевым представлял в Думе поправки в Уголовный кодекс, смягчающий меры пресечения в интересах предпринимателей.
Мединский был координатором депутатской группы по связям с Парламентом Республики Корея, членом постоянной делегации Федерального собрания в комитете парламентского сотрудничества «Россия — Европейский союз». В 2010 году указом Дмитрия Медведева был включён в состав президентской Комиссии по противодействию попыткам фальсификации истории в ущерб интересам России. В июле 2011 года президентским указом был введён в состав правления фонда «Русский мир», занятого популяризацией русского языка и культуры и поддержкой программ изучения русского языка в других странах. В 2011 году Мединский возглавил думский Комитет по культуре.
В 2011 году вместе с Александром Владимировичем Ильтяковым и Алексеем Геннадьевичем Кокориным баллотировался в депутаты Государственной Думы Федерального собрания Российской Федерации VI созыва от партии «Единая Россия» по её региональному списку в Курганской области. Избран был Ильтяков А. В.
В феврале 2012 года Мединский был зарегистрирован как доверенное лицо кандидата в президенты Российской Федерации Владимира Путина.

### Министр культуры Российской Федерации

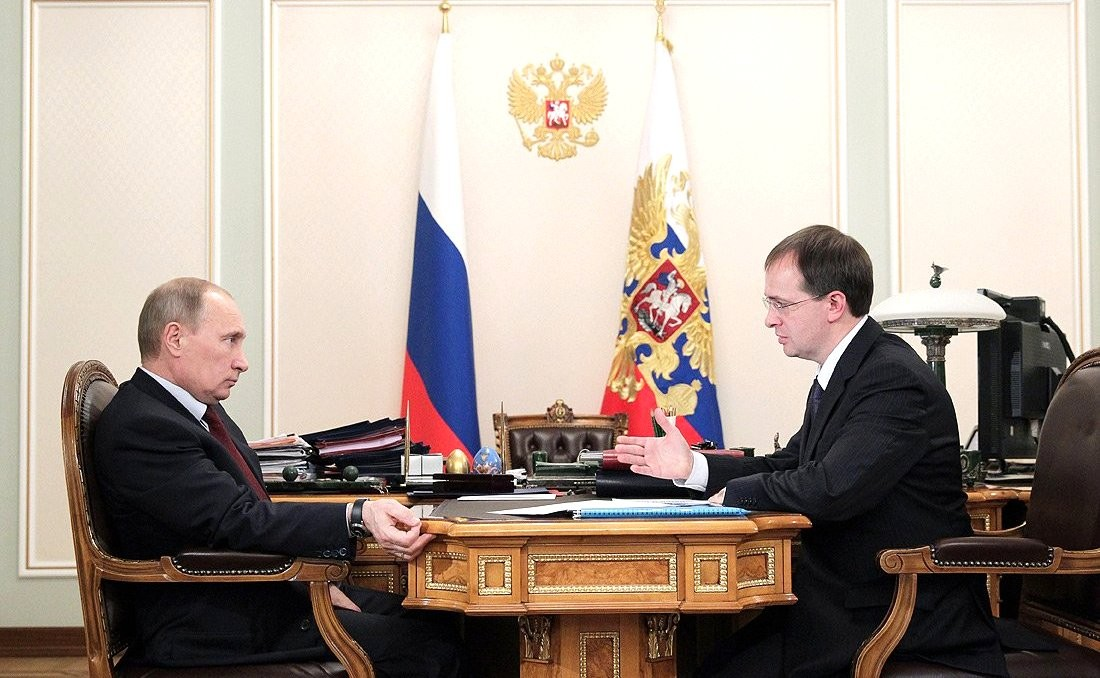
В. Р. Мединский и В. В. Путин 9 ноября 2012 года

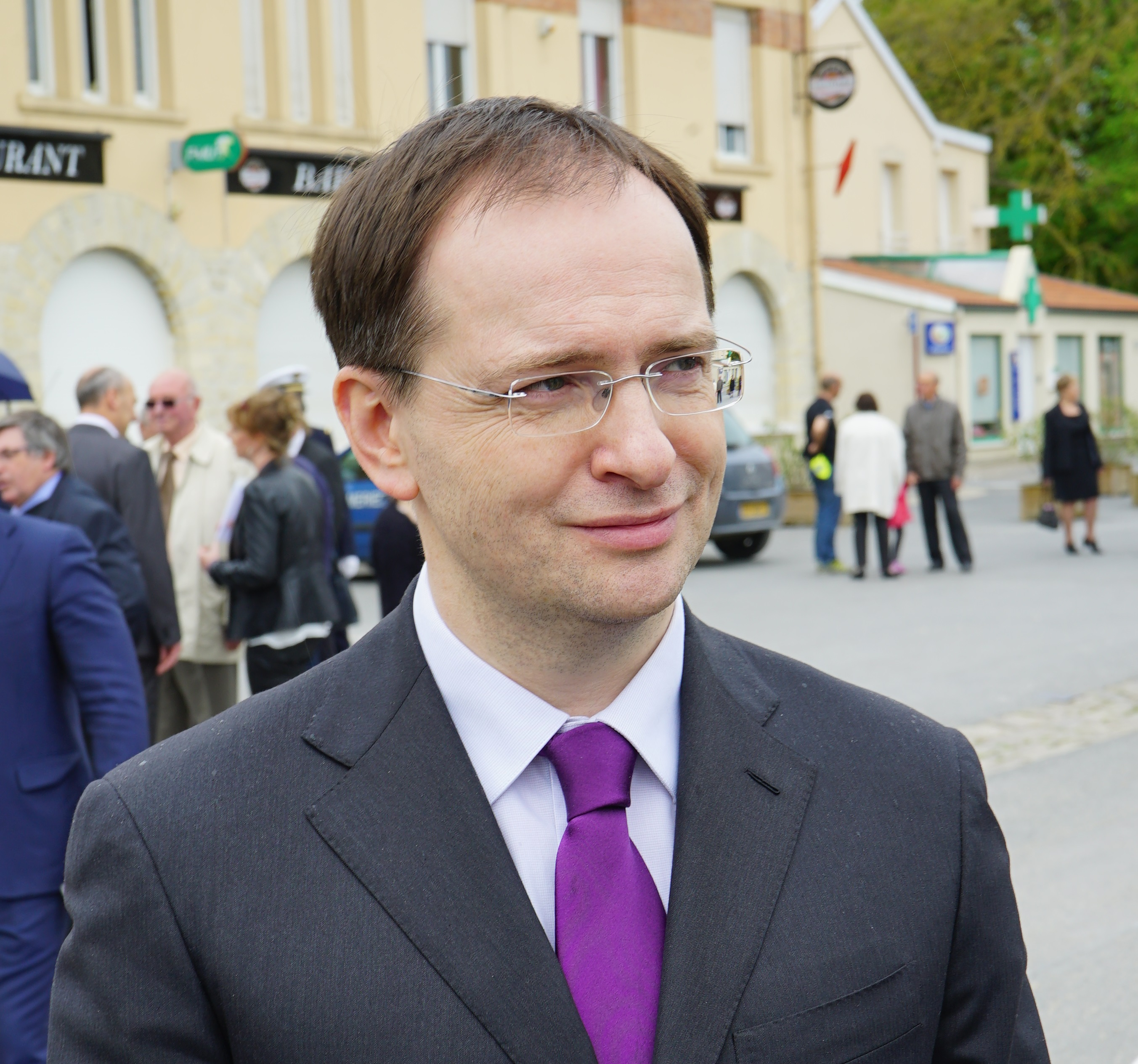
В. Р. Мединский во время визита во Францию, 26 апреля 2015 года

По инициативе премьер-министра Медведева, поддержанной президентом Путиным, Мединский назначен на пост министра. Состав кабинета был опубликован 21 мая 2012 года. Назначение Мединского стало неожиданностью и вызывало полярные оценки. Решение одобрили Владимир Жириновский, Станислав Говорухин, Андрей Исаев, Елена Драпеко, Борис Грызлов, Илья Пономарёв, Валентина Матвиенко, Сергей Капков и другие. Положительно к назначению отнеслись писатель Виктор Ерофеев, директор «Мосфильма» Карен Шахназаров, театральный режиссёр Роман Виктюк, художественный руководитель МХТ Олег Табаков.
В журналистском расследовании, опубликованном РБК в июле 2015 года, Светлана Рейтер и Иван Голунов выделили ряд заметных инициатив Мединского на министерском посту. В их число вошло предложение о переименовании московских улиц, носящих имена террористов-революционеров — Степана Халтурина, Андрея Желябова и Петра Войкова — и станции метро «Войковская» (Мединский предложил дать улицам имена жертв террористов, в том числе великого князя Сергея Александровича и его супруги Елизаветы Фёдоровны). Комментируя указ президента о создании единой концепции обучения истории России, Мединский предлагал ограничить учебную программу 2000 годом, исключив из неё президентские сроки Путина и Медведева (что позволило бы снять вопросы о включении в учебники спорных фигур современной отечественной истории и двояких толкований). Мединский также продвигал множество протекционистских мер в киноиндустрии, что привело к росту сборов и доли российского кино в прокате.

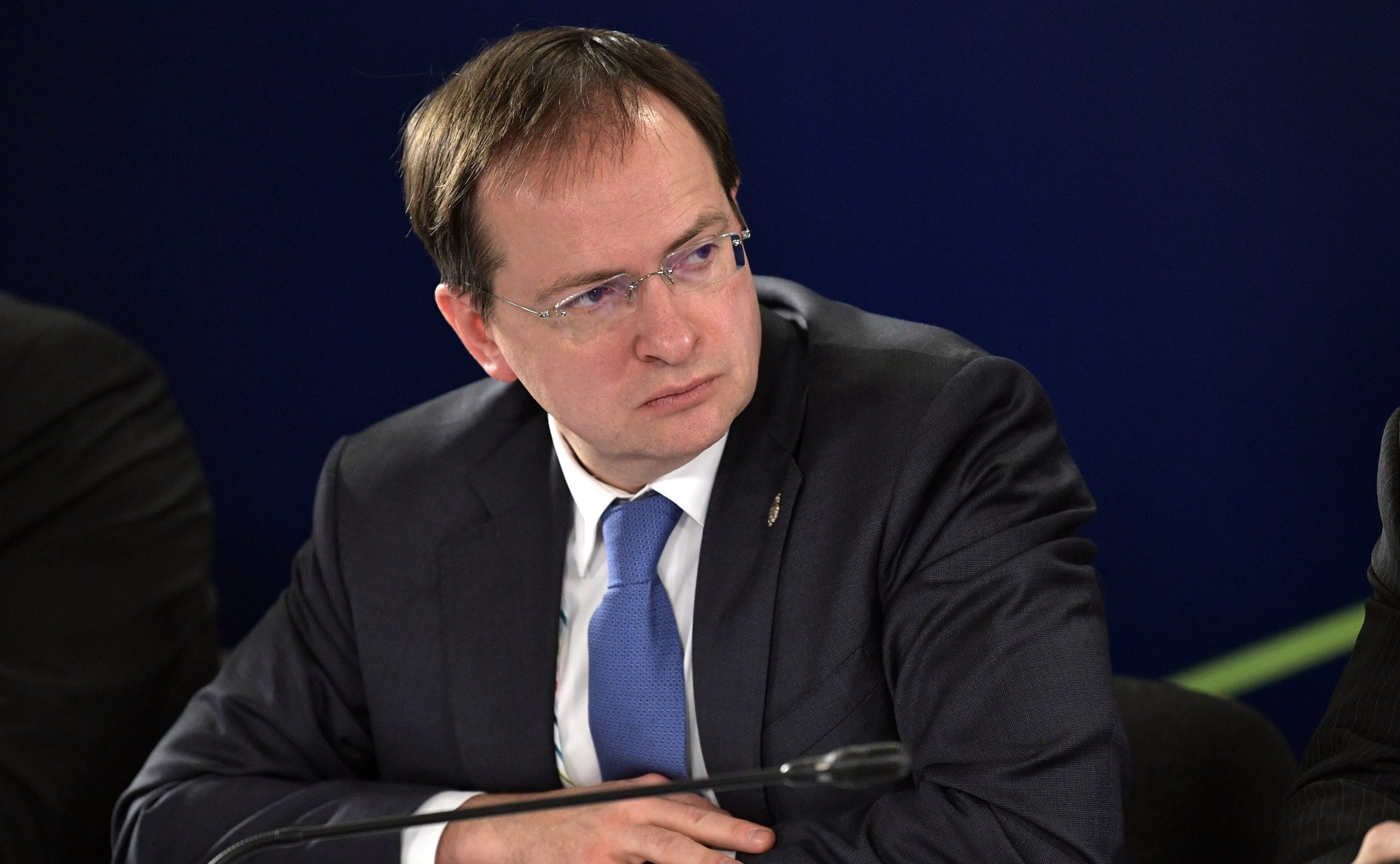
Министр культуры Владимир Мединский на совещании с участием президента России по вопросам поддержки талантливой молодёжи в сфере искусства

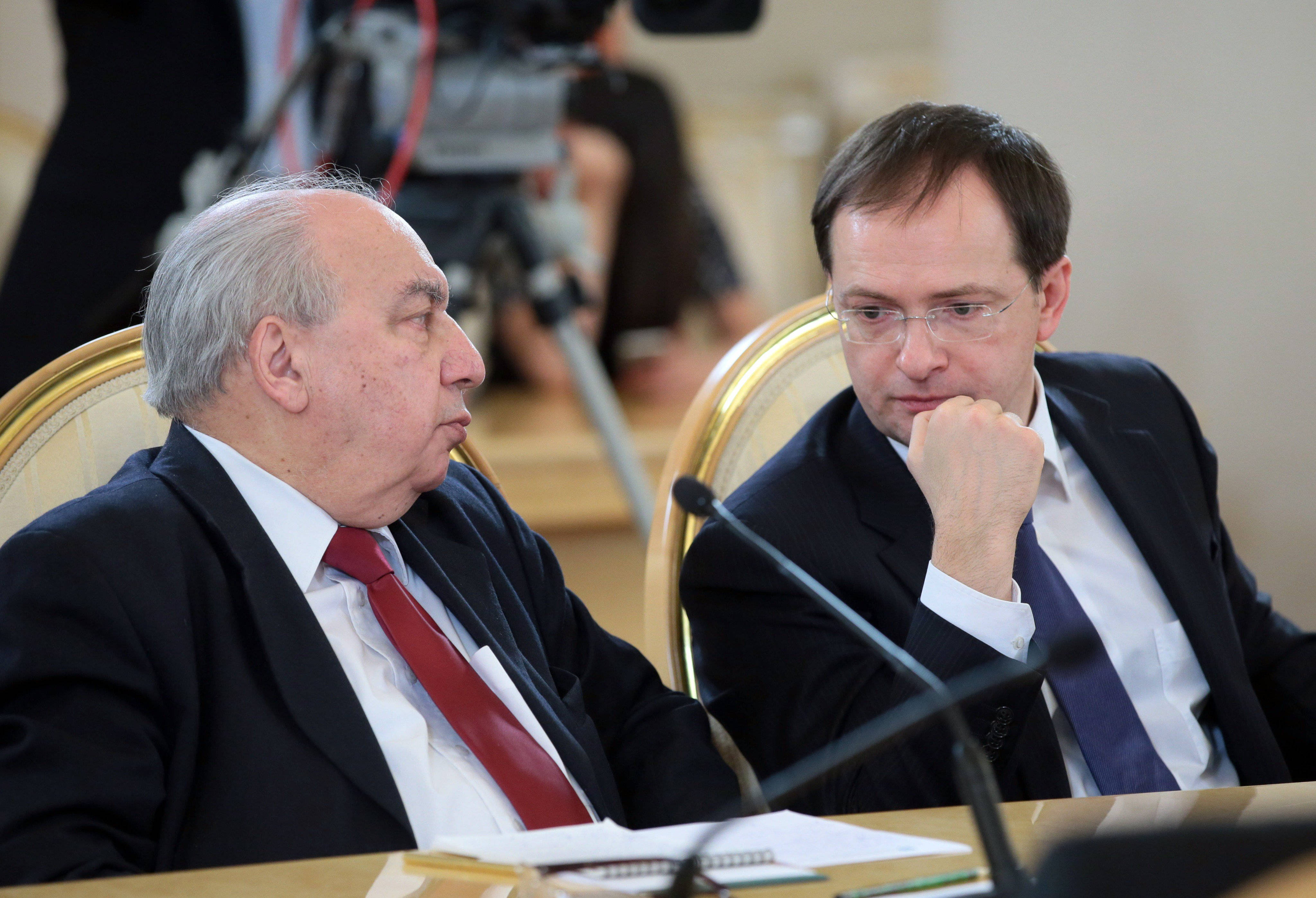
Академик РАН А. О. Чубарьян (слева) и В. Р. Мединский

Под руководством Мединского министерство добивалось субсидирования кинофильмов, посвящённых историческим темам (сериалы «Нулевая мировая», «Страна Советов. Забытые вожди»; фильмы «Двадцать восемь панфиловцев», «Собибор»), историям успеха («Легенда № 17»), правопорядку, развитию науки, семье и золотому веку русской литературы. Кроме того, в январе 2013 года министерство подготовило и опубликовало школьный курс — список 100 отечественных фильмов, рекомендованных к просмотру в рамках школьной учебной программы. В 2015 году министерство выступило инициатором адаптации кинотеатров России к потребностям лиц с ограничениями зрения и слуха с применением тифлокомментариев и сурдосубтитров.
В 2012—2013 годах Министерство культуры добилось принятия ряда поправок в Налоговый кодекс, снижающих налоговую нагрузку на учреждения культуры и искусства. В соответствии с поправками, принятыми в июле 2013 года, с 1 октября того же года вступили в силу льготы по НДС, с 1 января 2014 года — преференции по налогу на прибыль для учреждений культуры. Правительство и Дума неоднократно поддерживали предложения Министерства культуры о финансовых льготах для отрасли и учреждений культуры. За 2012—2019 годы было принято 68 законов в сфере культуры, при этом за период с 2004 по 2011 годы — всего 4. В мае 2018 Мединский был переназначен министром культуры во второе правительство Медведева.
В 2019 году (последний год руководства Минкультом) были анонсированы Год народного творчества и Год музеев, которые были запланированы на 2021 и 2024 года. Результатом стал рост интереса к культуре среди населения, увеличение государственных инвестиций в неё, строительство и реконструкция множества театров, музеев, домов культуры по всей стране. Сборы российского кино выросли в 3 раза, а его доля в прокате — более чем в 2 (в абсолютных цифрах — с 4,4 миллиарда до 12,6 миллиарда рублей). Посещаемость музеев выросла в 2 раза, а их доходы выросли почти в 3 раза (с 6,2 миллиарда рублей в 2012 до 17,5 миллиарда рублей в 2018). Средняя заработная плата работников отрасли выросла в 3 раза — с 12,7 тысячи рублей до 40,9 тысячи рублей. Министром был инициирован проект по воссозданию кинозалов в малых городах, созданы 1015 кинозалов в 878 малых населённых пунктах, их посещаемость в первый же год работы составила почти 11 миллионов человек. Удвоилось госфинансирование библиотек, задан современный стандарт работы библиотек нового поколения. Создан централизованный интернет-портал «Культура.РФ», на котором в оцифрованном виде представлены фильмы, спектакли, лекции, музейные онлайн-экскурсии, анонсы культурных событий на всей территории России. Реестр объектов культурного наследия пополнился 144 тысячами объектов (в 2011 году их было учтено всего 300). В Списке всемирного наследия ЮНЕСКО появилось ещё три российских объекта.
В январе 2020 года в правительство Михаила Мишустина после критики Сергея Неверова и других представителей единороссов Мединский не вошёл.
С 24 января 2020 года — помощник президента Российской Федерации.

### Председатель Российского военно-исторического общества

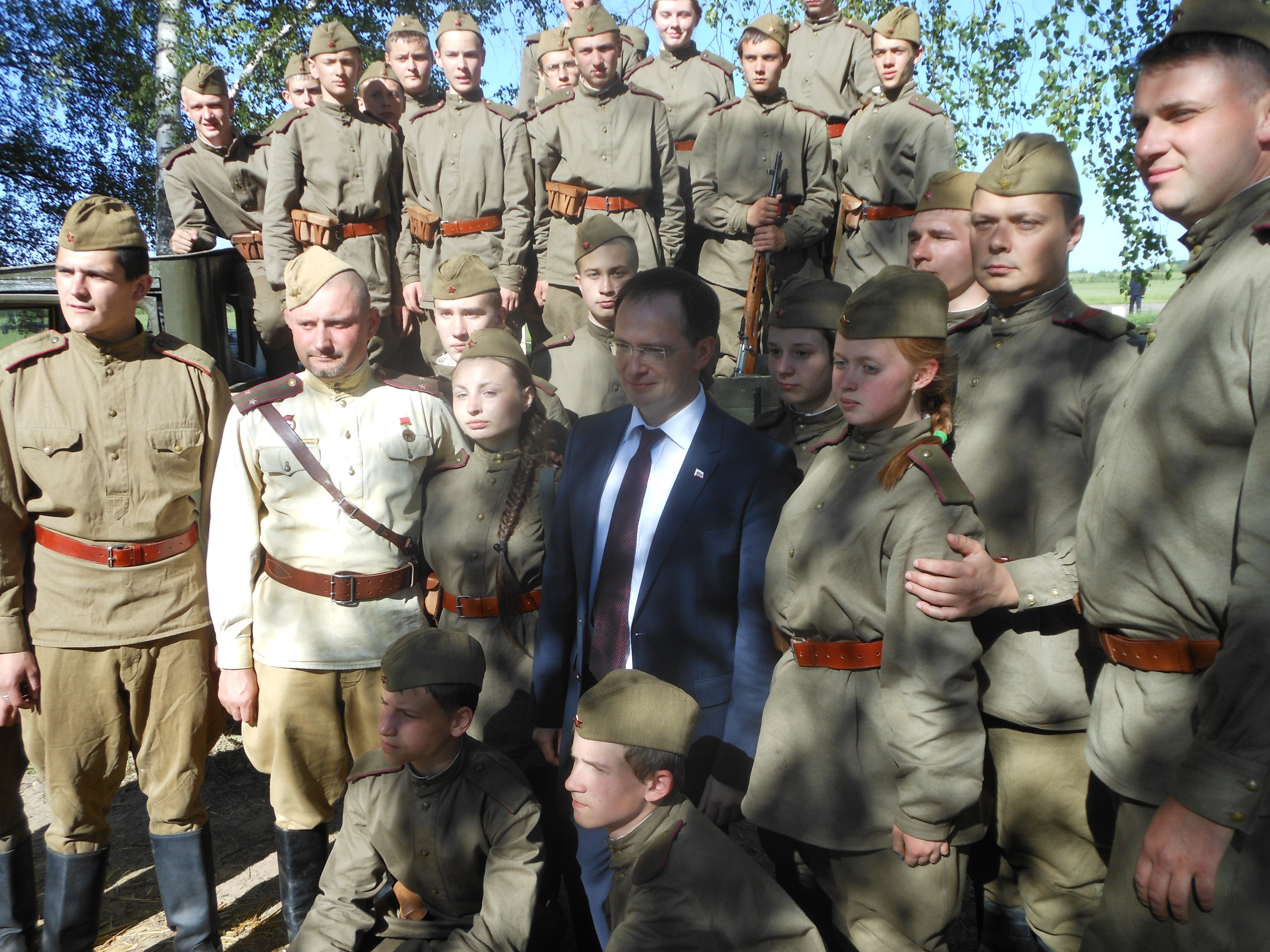
Владимир Мединский на открытии первой смены военно-патриотического лагеря РВИО в Бородино в Можайском районе Московской области, 2015

Общество было создано в соответствии с указом президента Российской Федерации № 1710 от 29 декабря 2012 года. Деятельность РВИО финансируется по линии Министерства культуры и частными жертвователями.
Среди постоянных программ РВИО — установка памятников историческим деятелям и героям войны, организация исторических реконструкций и поддержка исторических фестивалей. Заметными инициативами РВИО стали бесплатные автобусные экскурсии по местам боевой славы для школьников «Дороги Победы»; приуроченная к празднованию 70-летия Победы в Великой Отечественной войне установка мемориальных досок на зданиях школ, где учились Герои Советского Союза и проведение военно-исторических лагерей.
В числе установленных памятников — памятники «Прощание славянки», Генералу Скобелеву, Героям Первой мировой войны, Михаилу Калашникову, князю Владимиру, Сергею Прокофьеву, Маршалам Константину Рокоссовскому и Александру Василевскому, генералу Черняховскому в Москве, Ивану III в Калуге, Матерям и жёнам защитников Отечества в Новосибирске, 100-летию окончания Гражданской войны в Севастополе, Героям Первой мировой войны в Пскове, Калининграде, Саранске и Туле. Было установлено более 3 тысяч мемориальных досок на школах, где учились будущие Герои Советского Союза и полные кавалеры ордена Славы. В 2020 году Российским военно-историческим обществом установлен Ржевский мемориал Советскому солдату в Тверской области, в 2021 году — Сыновьям России, воевавшим в Гражданскую войну в Севастополе, мемориал «Александр Невский с дружиной» в Псковской области.
С 2018 года в детских лагерях РВИО ежегодно принимает участие более 10 тысяч детей. В организации лагерей приняли участие ветераны спецназа и офицеры воздушно-десантных войск, а в программу вошли облегчённый «курс молодого бойца», изучение военной истории и военных традиций.
Осенью 2020 года на форуме «История для будущего. Новый взгляд» призвал пересмотреть подходы к изучению, преподаванию и популяризацию истории, выступив с «7 тезисами» и пригласив к дискуссии все заинтересованные стороны. В них он раскрывает понятия государственной исторической политики, исторического суверенитета, рассуждает о системе исторических оценок через погружение в эпоху, а также позитивной, непрерывной и синхронной истории, заявляет о «необходимости воспитания сложного человека»: «Чтобы наши дети росли ответственными гражданами великой страны, они не должны просто зазубривать правильные ответы для экзамена… Не предлагаю готового решения, но вижу, что оно требуется и что это решение будет сложным. Оно требует воспитания из ученика не „оловянного солдатика“, а сложного человека».

### Глава Межведомственной комиссии по историческому просвещению
30 июля 2021 года президентским указом № 442 была образована межведомственная комиссия по историческому просвещению. Мединский стал её председателем. 15 апреля 2022 года назван самым высокооплачиваемым чиновником путинской администрации.

### Руководитель российской делегации на переговорах с Украиной
Руководитель российской делегации на переговорах между Россией и Украиной, которые велись в ходе вторжения России на Украину в 2022 году. 28 февраля и 3 марта состоялись переговоры, по завершении которых украинская сторона «не получила тех результатов, на которые рассчитывала».

### Председатель Союза писателей России
27 февраля 2025 года на XVII съезде Союза писателей России был избран председателем — первым секретарём правления сроком на 5 лет. Он был единственным кандидатом. За его кандидатуру проголосовали 143 делегата.

## Позиции по общественно-политическим вопросам

### Захоронение Владимира Ленина
Мединский выступал за захоронение тела Ленина. Он высказывал сомнения в соответствии нахождения незахороненного тела на Красной площади нормам морали, поднимал вопрос о его сохранности и отмечал, что расходы по содержанию и обслуживанию Мавзолея лежат на государственном бюджете. В 2012 году Мединский предлагал провести торжественное погребение Ленина с подобающими государственному деятелю почестями и открыть исторический музей в Мавзолее Ленина.
Управление делами Президента Российской Федерации отвергло идею захоронения Ленина, партия «Единая Россия» назвала предложение Мединского «частной инициативой», лидер российских коммунистов Геннадий Зюганов назвал предложение провокацией. Впоследствии Мединский неоднократно заявлял, что захоронение Ленина не является насущным вопросом, предметом общественной озабоченности, поясняя также, что подобное мероприятие требует внимательного подхода и не должно привести к расколу в обществе.

### Замена топонимов

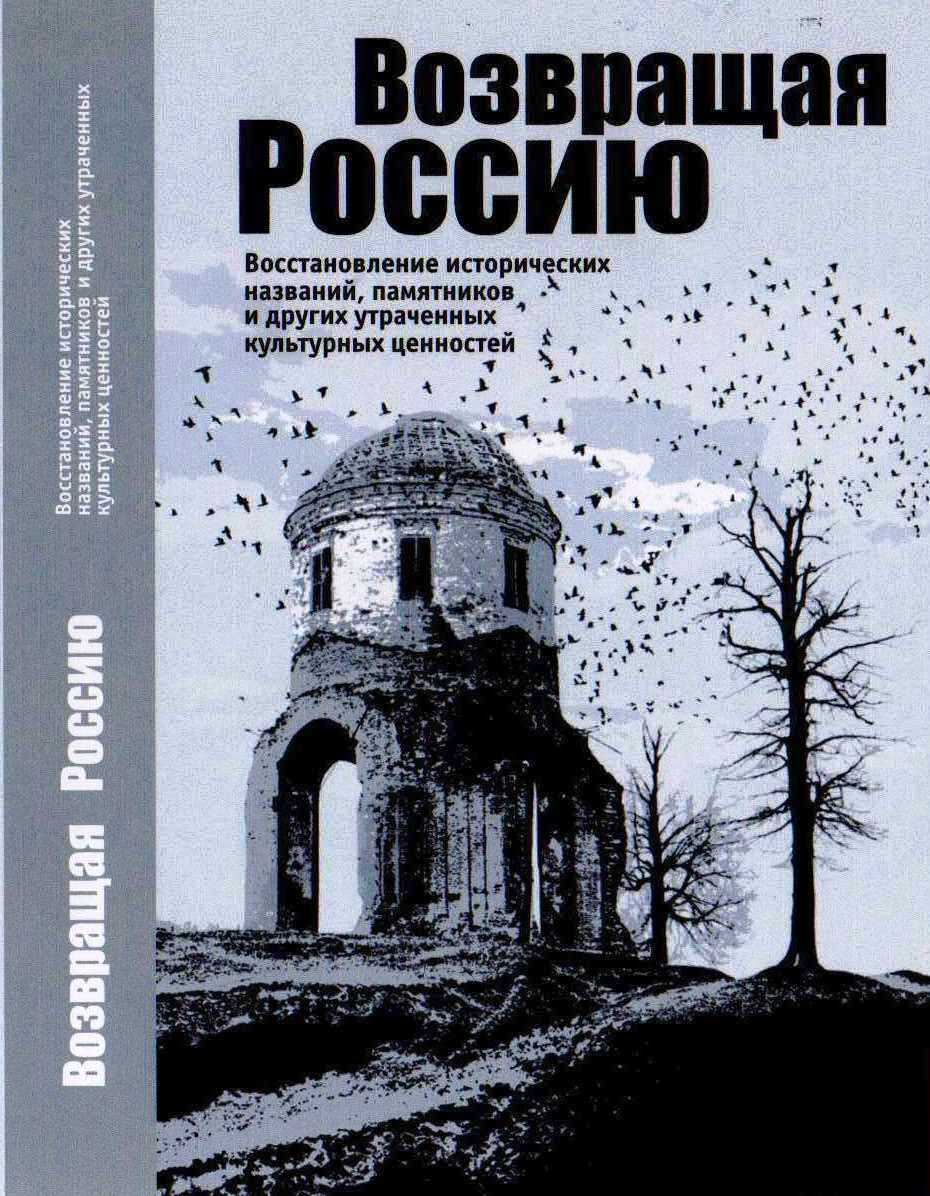
Обложка сборника «Возвращая Россию» (2013)

В 2013 году Фонд поддержки исторических традиций «Возвращение» опубликовал статью Мединского в качестве предисловия к книге «Возвращая Россию», посвящённой восстановлению исторических названий, памятников и других утраченных культурных ценностей. В публикации Мединский сформулировал исторические, культурологические, нравственные и правовые основы для исключения имён «террористов и организаторов коммунистического террора» из названий городов и улиц.
По инициативе возглавляемого Мединским РВИО в 2015 году станция метро «Улица Подбельского» переименована в «Бульвар Рокоссовского», рядом РВИО установлен конный памятник Рокоссовскому. В 2018 году в Москве появилась улица Александра Печерского, организатора «побега из Собибора». По инициативе Мединского А. Печерский награждён посмертно орденом Мужества, о его подвиге снят фильм «Собибор» (режиссёр К. Хабенский, синопсис В. Мединский), установлены бюсты на родине героя.

### Государственная поддержка культуры
Является инициатором принятия и разработчиком «Основ государственной культурной политики». В июне 2015 года, спустя полгода после подписания Владимиром Путиным указа «Об утверждении Основ государственной культурной политики», газета «Известия» опубликовала статью Мединского, озаглавленную «Кто не кормит свою культуру, будет кормить чужую армию». Отталкиваясь от закреплённой в «Основах» роли культурной политики как неотъемлемой части стратегии национальной безопасности, министр сформулировал свои взгляды на взаимные обязательства государства, общества и деятелей культуры. В статье он отметил, что государство обязано не только субсидировать культуру, но и следить за содержанием созданных при его поддержке произведений. Не вправе ограничивать новаторское искусство и творческие эксперименты, оно должно системно поощрять только проекты, отражающие ценности консервативного большинства населения. Мединский указал на негативные эффекты политической цензуры и отметил, что роль чиновничьего аппарата сводится к обеспечению финансовых, административных и ценностных правил: государство не ограничивает художника в творческих методах, но выполняет функции контроля, если произведение оказывается оскорбительным для граждан (в качестве примера он привёл увольнение директора Новосибирского государственного академического театра оперы и балета Бориса Мездрича после скандала c оперой Рихарда Вагнера «Тангейзер» в постановке Тимофея Кулябина).

### Отношение к Википедии
В феврале 2024 года Мединский на заседании российского общества «Знание» публично предложил скопировать содержимое Википедии для портала «Знание. Вики». «Агрегировать и использовать чужой контент, скопипастить всю эту „Википедию“, да и всё», — заявил он, добавив также, что 1 % статей Википедии «являются вражеской клеветой», которая «жесточайше модерируется» и «туда вы слова правды не вставите никогда».

## Творческая деятельность
Мединский известен как писатель и публицист, автор научно-популярных книг по истории.
Первая же книга — написанное в соавторстве со специалистом по гражданскому праву Кириллом Всеволожским пособие «Правовые основы коммерческой рекламы» — была опубликована им ещё как владельцем рекламного бизнеса в 1998 году. Фактологическая база, основанная на Федеральном законе «О рекламе» 1995 года, за прошедшие десятилетия значительно устарела, но концептуальные основы изложены так полно, комплексно и доходчиво, что эта книга до настоящего времени включается во все списки рекомендованной литературы по специальностям «Журналистика», «Связи с общественностью» и «Рекламное дело».
Мединский сотрудничал со многими издательствами; в частности, с издательством «Олма медиа групп»: где были отпечатаны серия «Мифы о России» (в 3-х томах, впоследствии многократно переизданных), книги «Война. Мифы СССР. 1939—1945» и «Особенности национального пиара. PRавдивая история Руси от Рюрика до Петра», совместная с А. Хинштейном книга «Кризис». По сведениям издательства, уже к 2015 году общий тираж реализованных исторических книг Мединского значительно превысил миллион экземпляров, книги прошли более 110 переизданий и дополнительных тиражей, а по оценке издательства — самый продаваемый до 2012 года исторический автор нон-фикшн в России. Является членом Союза писателей России. В 2012 году вышло первое художественное произведение Мединского — приключенческий роман «Стена», посвящённый событиям Смутного времени.

### Серия «Мифы о России»
«Мифы о России» представляют собой трёхтомник в жанре документальной прозы, написанные Владимиром Мединским в 2002—2005 годах по мотивам собственных сценариев к одноимённой телепередаче, транслировавшейся на канале «ТВ Центр». В трёх книгах «О русском пьянстве, лени и жестокости», «О русской демократии, грязи и „тюрьме народов“», «О русском воровстве, особом пути и долготерпении» отражены его собственные версии и толкования русской истории.
Книги серии «Мифы о России» неоднократно критиковались за недостаточно научный характер. Оппоненты вменяли Мединскому сознательное искажение исторических сведений, замену негативных стереотипов о России «розовыми» мифами. Критике подвергались главным образом собственно взгляды Мединского — убеждение в необходимости позитивной трактовки отечественной истории и готовность интерпретировать разночтения в источниках в пользу национальных интересов.

### Прочая документальная проза

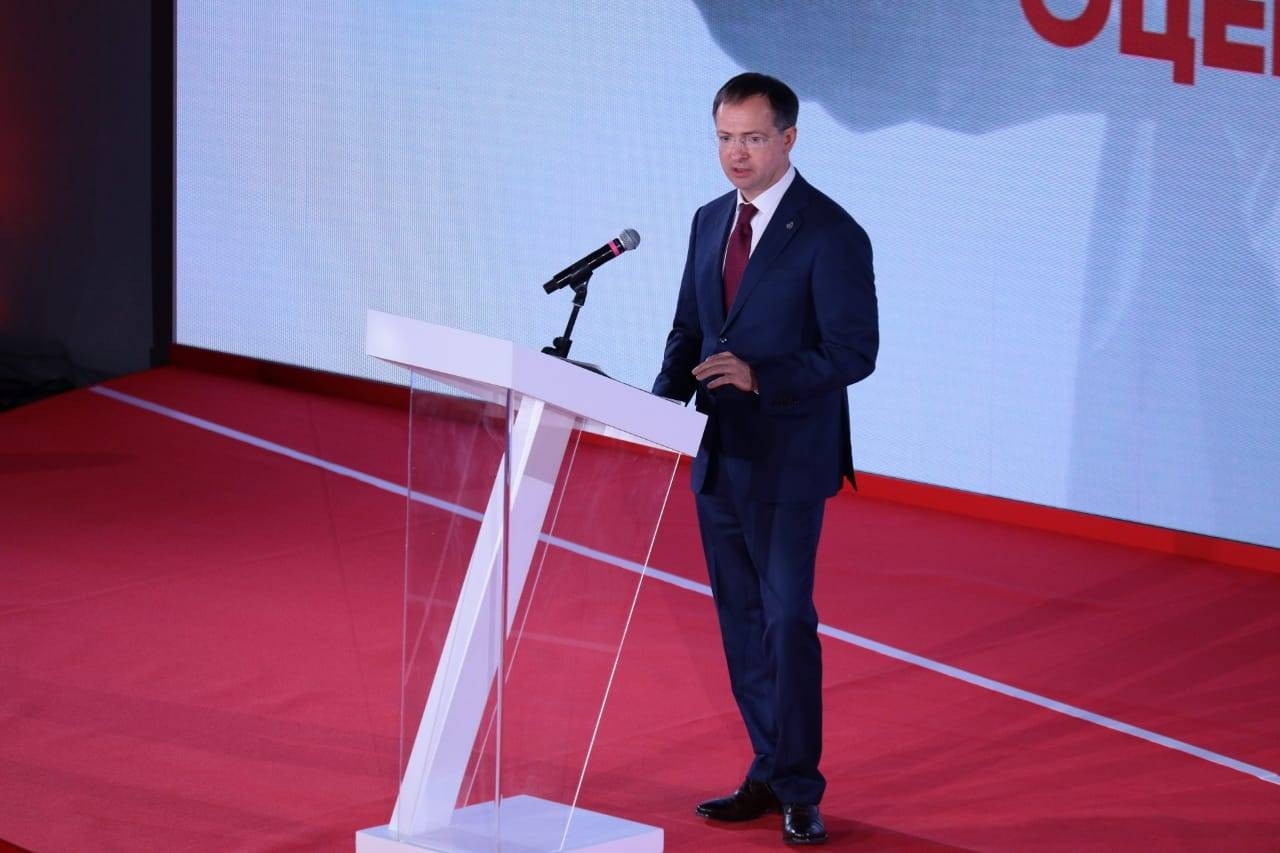
Мединский на форуме «История для будущего» в Музее Победы в Москве, 2020 г.

В 2008 году в издательстве «Питер» вышла брошюра «Негодяи и гении PR. От Рюрика до Ивана III Грозного» — исследование взглядов и поступков российских исторических деятелей с позиций современных практик из области связей с общественностью. Она стала обладателем профессиональных премий «Серебряный Лучник» и PROBA-IPRA как лучшая работа по теории PR в России.
В 2009 году она стала базой для изданий лекций Мединского для студентов МГИМО, опубликованных в сборнике «Особенности национального пиара. PRавдивая история Руси от Рюрика до Петра». Гонорар за тираж Мединский передал в Фонд развития МГИМО.
В 2010 году Мединский вновь обратился к теме исторических мифов, сфокусировавшись на событиях Великой Отечественной войны в книге «Война. Мифы СССР. 1939—1945». По итогам года издание стало лидером продаж в жанре нон-фикшн в России, а к 70-й годовщине Победы «Первый канал» выпустил многосерийный документальный фильм «Война и мифы», основанный на книге.

### Роман «Стена» и фильм по его мотивам

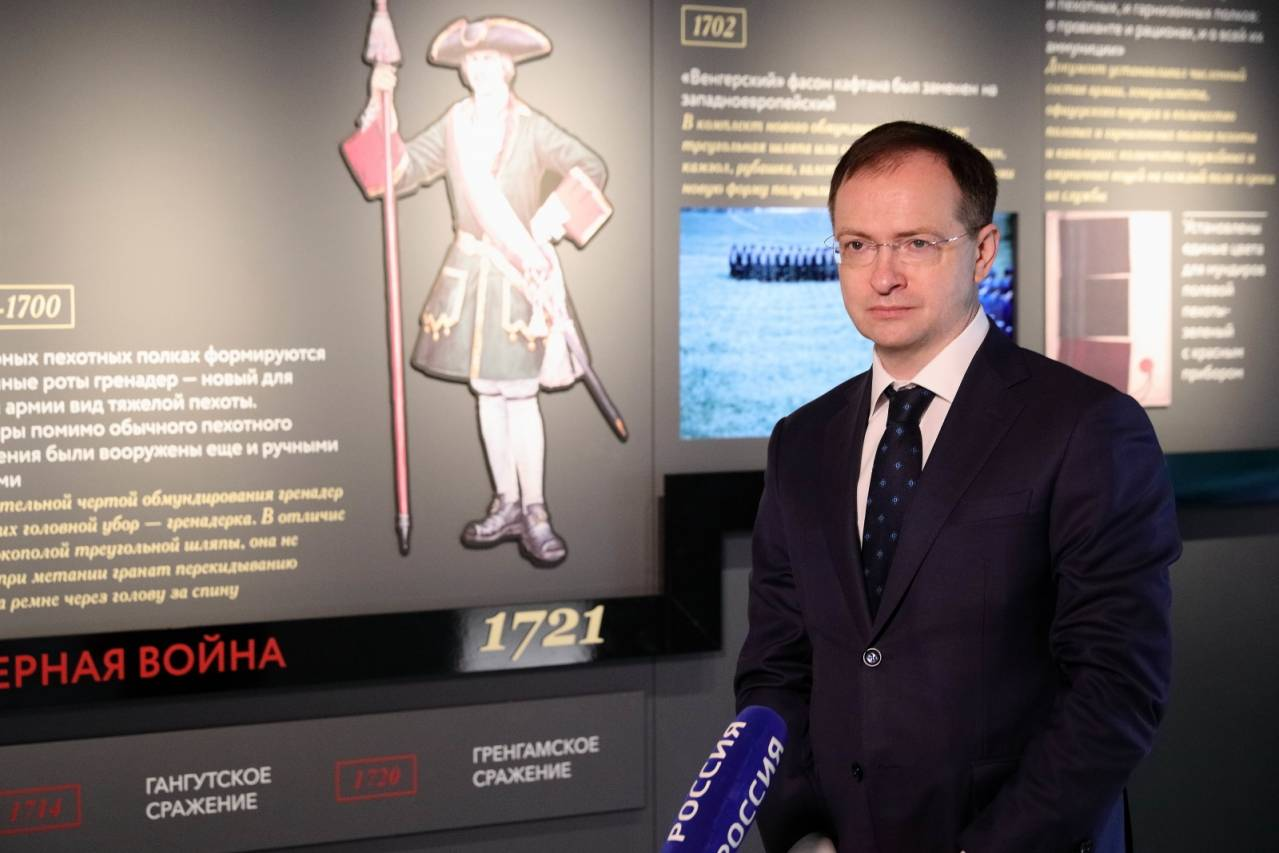
В. Р. Мединский даёт интервью телеканалу «Россия», 2020 г.

Владимиром Мединским в 2008—2012 годах был написан художественный роман под названием «Стена», рассказывающий о временах Смутного времени. Роман стал бестселлером, в течение первого же года было продано более 50 тысяч экземпляров. В 2016 году этот роман был экранизирован и показан на телеканале «Россия-1». Автор литературного первоисточника публично осудил эту экранизацию и потребовал убрать своё имя из титров.

## Лекции по истории России
Мединский является автором циклов лекций по истории России — «Петровские времена», «Рассказы из русской истории», «Русские монархи XVIII в.» — на образовательном портале «Лекторий Dостоевский», его YouTube-канале и на телеканале «Культура». Количество просмотров некоторых лекций превысило 1 миллион. В своих лекциях, посвящённых самым ярким фигурам русской истории, он рассказывает о российских самодержцах и их ближайших сподвижниках. Лекции обсуждаются в прямом эфире его авторской передачи на радио Sputnik. В 2023 году вышел 1-й том «Рассказов из русской истории» — книги, созданной на основе лекций.

## Учёные степени

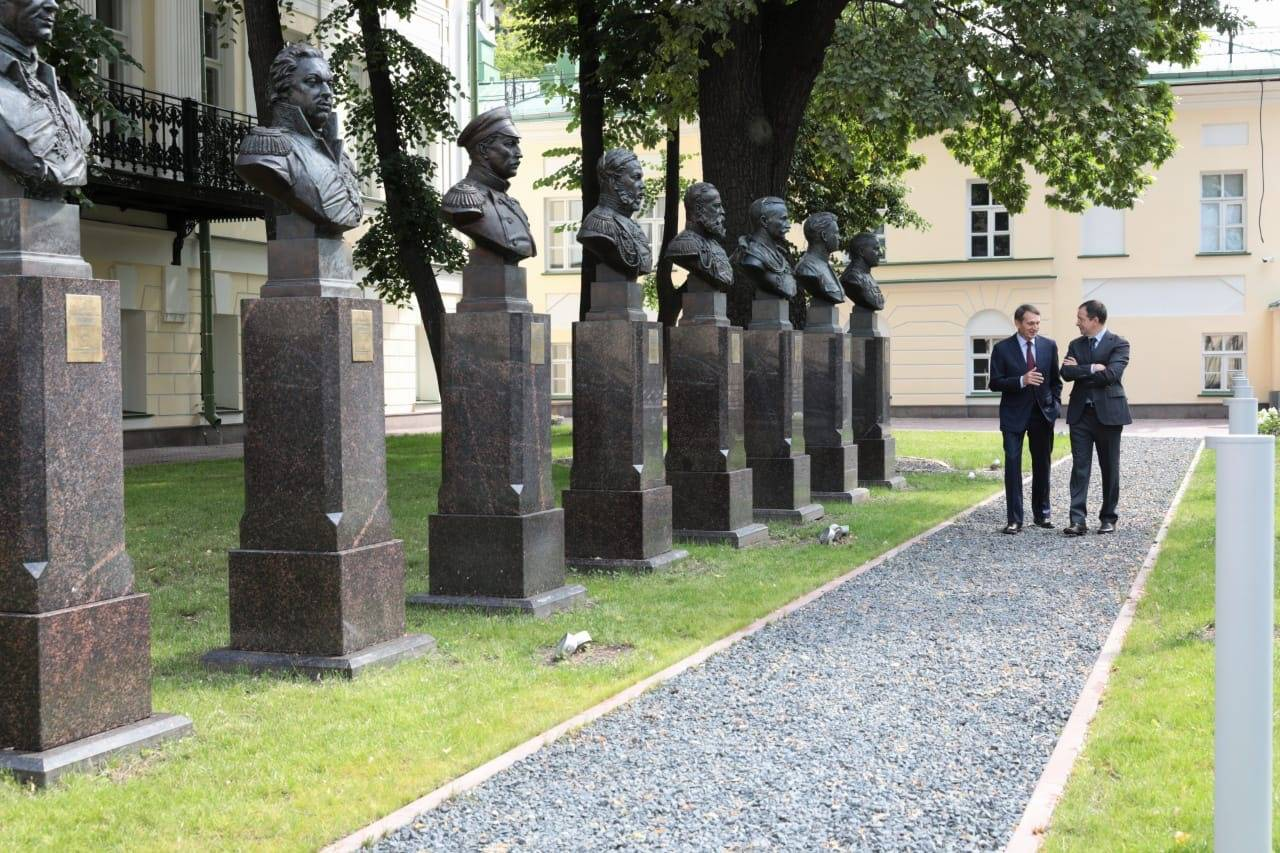
Владимир Мединский и Сергей Нарышкин

В 1992 году окончил МГИМО с отличием.
В 1993—1997 годах обучался в аспирантуре МГИМО по специальности «Политология».
13 ноября 1997 года в диссовете 151.04.08 Российской академии госслужбы защитил диссертацию на соискание степени кандидата политических наук «Современный этап мирового развития и проблемы формирования внешней политики России». Научный руководитель Проскурин Сергей Алексеевич.
29 февраля 2000 года защитил диссертацию на соискание степени доктора политических наук «Теоретико-методологические проблемы формирования стратегии внешнеполитической деятельности России в условиях становления глобального информационного пространства». Степень по политологии была присуждена диссертационным советом Российской академии государственной службы.
27 июля 2011 года в стенах Российского государственного социального университета защитил докторскую диссертацию по истории «Проблемы объективности в освещении российской истории второй половины XV—XVII веков».
30 декабря 2011 года решение о присуждении степени было утверждено ВАК.

### Критика учёных степеней Мединского
В январе 2012 года в «Живом журнале» Игоря Петрова (labas) появилась запись о наличии значительных заимствований без указания источников в автореферате докторской диссертации Мединского по истории. Блогер сообщил, что с помощью поисковой системы Google обнаружил в тексте фрагменты из тематически близких работ, и представил сравнение формулировок в виде двух таблиц.
Вопрос о публикациях был задан Мединскому в интервью на радиостанции «Коммерсантъ FM». В ответ Мединский заявил, что для авторефератов характерно использование шаблонных формулировок и клише, но сама работа является полностью оригинальной.
В опубликованной впоследствии статье в публицистическом интернет-журнале «Актуальная история» отмечалось, что объём неатрибутированных заимствований и их присутствие во введении к работе, формулировке актуальности темы, описании методики исследования, концепции проблемы диссертации и выводах из проделанной работы не позволяет говорить о случайных штампах и клише. Авторы также сообщили, что источниками заимствований служили не только посвящённые заявленному историческому периоды работы, но и охватывающие более поздние эпохи — от XVIII до XX столетия.
Проведённое сетевым сообществом «Диссернет» в 2014 году исследование докторской диссертации Мединского по истории привело к выводу об отсутствии плагиата в самой диссертации, несмотря на значительные заимствования в автореферате.
В то же время журналист и активный участник «Диссернета» С. Б. Пархоменко сообщил о существенных заимствованиях в более ранних диссертациях Мединского по политологии. В 120-страничной кандидатской диссертации экспертиза «Диссернета» обнаружила 87 страниц, целиком скопированных из диссертации научного руководителя Мединского Сергея Проскурина, которую тот защитил двумя неделями ранее на том же диссертационном совете.
В отчёте об исследовании 318-страничной докторской диссертации «Диссернет» отметил 14 страниц совпадений с текстом диссертации депутата Мосгордумы Виктора Круглякова и 7 страниц некорректных заимствований из работы профессора Брауншвейгского технического университета Кристиано Германа.
После публикации отчёта «Диссернета» курируемое Мединским Российское военно-историческое общество в лице исполнительного и научного директоров А. В. Назарова и М. Ю. Мягкова выступило в защиту Мединского. В опубликованном на сайте РВИО заявлении авторы обвинили Сергея Пархоменко в личной неприязни к Мединскому.
Диссертация Мединского на степень доктора исторических наук подверглась критике со стороны ряда учёных. Критики разбирали её опубликованные в интернете части — автореферат и сокращённую главу III, посвящённую обвинениям в фальсификаторстве автора «Записок о Московии» австрийского дипломата Сигизмунда фон Герберштейна.
По мнению критиков, Мединский отвергает или принимает данные иностранных путешественников по Московскому государству, опираясь исключительно на собственные субъективные представления о том, «как всё было на самом деле», отвергая как клевету все негативные сообщения и безоговорочно принимая позитивные.
По выражению к.и.н., специалиста по истории России XVII века А. Н. Лобина, работу Мединского характеризуют дилетантизм, недобросовестность исследования, игнорирование источников. Как пишет Лобин, «в итоге мы имеем не научное исследование, а некий наукообразный суррогат на уровне курсовой (правда, весьма объёмной) студента 1 или 2 курса. В основе диссертации лежит не современная методика, отличающиеся новизной, а полное незнание. Незнание реалий эпохи, незнание основ социально-экономического положения, незнание внешней политики Российского государства». По его мнению, ряд выводов Мединского прямо противоречит данным архивных документов, с которыми автор явно не ознакомился.
Статья Лобина была перепечатана на сайте научно-просветительного журнала «Скепсис». Характеризуя статью Лобина и личность Мединского, редакция «Скепсиса» сообщила, что в статье «автор разоблачает историческое невежество В. Мединского, одного из самых публичных членов почившей в бозе… комиссии по противодействию попыткам фальсификации истории. По совместительству Мединский — пламенный апологет нынешнего режима и главный защитник идеи, что школьный учебник по истории России должен быть только один — идеологически совместимый с этим режимом. А также — автор многочисленных книг, призванных „развенчать мифы о России“, но развенчивающих вместо этого их автора как серьёзного специалиста».
Также с резкой критикой диссертации Мединского выступил на сайте «Полит.ру» доктор исторических наук Виталий Пенской, озаглавивший свою статью: «Без навыков историка» и считающий, что Мединский «имеет очень слабое представление о методике работы с источниками» и не владеет правилами научной критики текстов, что уже само по себе обесценивает сделанные им выводы.
Старший научный сотрудник Института славяноведения РАН, доктор исторических наук Анна Хорошкевич сравнила автора диссертации с создателем псевдонаучных трудов по истории математиком А. Т. Фоменко, а защитников Мединского обвинила во вненаучной ангажированности, нарушении научной этики, стремлении «начать очередную охоту на ведьм» и реанимировать «теорию враждебного окружения завистников и клеветников».
Спустя несколько дней на тех же ресурсах были опубликованы выступления учёных из Института российской истории (член-корреспондент РАН, бывший директор ИРИ А. Н. Сахаров; оппонент на защите диссертации Мединского, бывший заместитель директора ИРИ д.и.н. В. М. Лавров; консультировавшая автора при написании романа «Стена» ведущий научный сотрудник ИРИ д.и.н. Л. Е. Морозова), направленные в поддержку Мединского.
По поводу статьи Лобина Сахаров заявил, что «комментировать какие-то глупости, распространяемые в интернете людьми, чьё имя и репутация для серьёзных учёных — это ноль без палочки, даже смешно».
По замечанию В. М. Лаврова: «Мединский — автор с парадоксальным, не бесспорным, но всегда любопытным взглядом. Мы прекрасно понимаем, что история — вещь субъективная. Главное для меня, чтобы она была пропитана любовью к Родине». «Если Мединский разоблачает фальсификации истории, а кто-то их защищает, возникает вопрос, кому это нужно? „Глупость или измена?“, как говорил Милюков. Я склонен думать, что всё-таки глупость», — пишет далее Лавров.
В апреле 2016 года в Минобрнауки РФ подано заявление, подписанное д.и.н. В. Н. Козляковым и К. Ю. Ерусалимским, а также активистом сообщества «Диссернет» И. Ф. Бабицким (PhD Флорентийского университета). Заявители потребовали лишить Мединского учёной степени доктора исторических наук, указывая, в том числе, на наличие в его диссертации множества грубейших ошибок, некорректную работу с источниками и пропагандистский характер работы.
Мединский охарактеризовал ситуацию вокруг своей диссертации «фантасмагорической историей с доносом» в традициях лысенковщины. Вопрос о лишении степени должен был решиться в Диссертационном совете УрФУ 4 октября 2016 года. Однако накануне заседание перенесли в связи с тем, что Мединский сопровождал президента В. В. Путина в ходе визита в Казахстан. Главный учёный секретарь ВАК Н. И. Аристер отправил в диссертационный совет письмо, в котором от имени комиссии потребовал отмены заседания. Позднее диссертация вообще была отозвана из учёного совета УрФУ — формально в связи с тем, что срок её рассмотрения истёк. Данная ситуация вызвала протест ряда академиков и членов-корреспондентов Российской академии наук (РАН), членов клуба «1 июля». 24 члена РАН (в том числе крупнейший специалист по русскому Средневековью В. Л. Янин) 28 октября 2016 года опубликовали в газете «Коммерсантъ» заявление в поддержку требования лишить Мединского учёной степени. В обращении академики потребовали вернуть диссертацию в учёный совет УрФУ и отправить в отставку руководителей ВАК, оказавших на университет давление. Касаясь непосредственно научной работы Мединского, академики указали на «многочисленные ошибки и несообразности в диссертации» и «формальные нарушения вроде включения в список публикаций несуществующих работ», раскритиковали «главный методический принцип, лежащий в основе этой работы: критерием истинности и достоверности исторического труда автор объявляет соответствие „интересам России“, право на определение которых он себе присваивает». Академики отмечают, что Мединский регулярно провозглашает в своих выступлениях «презрение к историческим фактам и готовность заменить их мифами, если они отвечают его собственному представлению о национальных интересах». Президент РАН Владимир Фортов назвал данное обращение личным мнением ряда членов РАН, подписанным в индивидуальном порядке и не отражающим позицию всей академии, состав которой превышает 2000 учёных. Министерство культуры РФ расценило ситуацию вокруг диссертации Мединского как «политический заказ». 8 февраля 2017 года стало известно, что диссертационный совет МГУ решил не рассматривать диссертацию Мединского по существу, поскольку предварительная комиссия не нашла в ней признаков плагиата. Рассмотрение о лишении степени было перенесено в Диссертационный совет БелГУ. 7 июля 2017 года совет огласил решение о признании диссертации научной, а потому призвал не лишать Мединского докторской степени. Подобное решение вызвало критику профессиональных российских историков. Так, Н. П. Соколов отметил: «решение совета не окончательное, и этим ещё будут заниматься ВАК и министерство образования и науки — надежда ещё есть. Но если и эти инстанции не сработают, это будет означать, что система науки и аттестации в России реально не работает — и это большая угроза национальной безопасности». 2 октября 2017 года Экспертный совет ВАК по истории рекомендовал лишить Мединского учёной степени доктора исторических наук. 20 октября 2017 года Президиум ВАК в результате пятичасового заседания с участием самого Мединского решил не лишать диссертанта учёной степени и большинством голосов признал несостоятельными претензии к его работе. Однако 23 октября Совет по науке при Минобрнауки призвал Пленум ВАК пересмотреть решение Президиума комиссии по диссертации Мединского. 27 октября 2017 года на основании заключения экспертного совета ВАК и рекомендации Президиума ВАК в соответствии с требованиями п. 77 «Положения о присуждении учёных степеней» Минобрнауки России издало приказ об отказе в лишении Мединского учёной степени.

## Критика
Многие деятели культуры с сомнением отнеслись к назначению Мединского министром. Среди них — актриса Лия Ахеджакова, режиссёры Александр Сокуров и Юлий Гусман, директор Всероссийской государственной библиотеки иностранной литературы Екатерина Гениева. Резко отрицательно отнёсся к назначению Мединского лидер коммунистов Геннадий Зюганов, охарактеризовавший свежеиспечённого министра как «одного из самых злобных русофобов и антисоветчиков», фракция КПРФ выразила официальный протест против этого назначения. Через месяц после назначения Gazeta.ru, сравнивая Мединского с его предшественниками в кресле главы Минкульта — Михаилом Швыдким, Александром Соколовым, Александром Авдеевым, отмечала, что при всех индивидуальных особенностях эти деятели были фигурами респектабельными и однозначно воспринимались интеллигенцией как интеллигенты. Первые же недели пребывания Мединского на посту министра показали, по оценке издания, что деятели культуры и чиновники культурной сферы «явно ошарашены пришествием начальника, который не стремится даже и выглядеть интеллигентом». Критики назначения отмечали несоответствие профессионального опыта Мединского новой должности. Журналист Андрей Пионтковский сравнил его с министром пропаганды Третьего Рейха. Бывший председатель правительства Михаил Касьянов обозначил его частью пропагандистской машины, сложившейся при Владимире Путине. Политолог Александр Коновалов счёл это назначение обусловленным политической лояльностью, а не профессиональными качествами; журналист Борис Грозовский назвал его пощёчиной общественному вкусу. Подмена Мединским нормальной научной полемики «площадной бранью в адрес оппонентов» названа недопустимой в обращении 24 академиков и членов-корреспондентов РАН, опубликованном 28 октября 2016 года. При этом особое возмущение учёных вызвал факт, что такая брань звучит из уст министра культуры России.
Весной 2011 года в рамках «перекрёстного» года культуры Италии и России в венецианском Университете Ка' Фоскари открылся Центр изучения культуры России итал. Centro Studi sulle Arti della Russia, CSAR. Университет выступил учредителем при поддержке Дирекции международных программ, министерств культуры и иностранных дел РФ; на открытии присутствовали Светлана Медведева, Александр Авдеев, министр образования Италии Мариастелла Джельмини и мэр Венеции Джорджо Орсони. С 2011 года в центре проходили выставки неофициального и современного российского искусства. Во время 55-й Венецианской биеннале центр принял монументальную выставку памяти поэта, художника и скульптора Дмитрия Пригова. В марте 2014 года учёный совет Университета Ка' Фоскари единогласно проголосовал за присвоение Мединскому степени почётного доктора. Достоянием общественности решение стало только 7 мая, после публикации университетом пресс-релиза. С протестом выступили профессора университета Филиппо Мария Понтани, Паоло Пуппа, Донателла Поссомаи и Стефано Антониутти. Недовольство вылилось в общее письмо, под которым подписались около 100 сотрудников университета. Протестующие ставили в вину Мединскому сталинистские и гомофобские высказывания, отсутствие уважения к европейской культуре; критиковали его за увольнение комиссара российского павильона на XIV Архитектурной биеннале в Венеции Г. И. Ревзина, напоминали об обвинениях в плагиате. 10 мая, после выхода громких публикаций, университет уведомил о переносе церемонии, сославшись на занятость министра. Церемония состоялась 15 мая здании Минкульта в Москве, для вручения Мединскому мантии и диплома почётного доктора в Москву прибыла проректор по культуре и отношениям с научными и культурными учреждениями Ка' Фоскари, директор CSAR Сильвия Бурини. Более 200 профессоров и около тысячи студентов подписали петицию с требованием её увольнения, в результате чего она подала в отставку. В феврале 2023 года университет отозвал почётное звание в связи со вторжением России на Украину.
Летом-осенью 2012 года Минкульт провёл аудит подведомственных ему научно-исследовательских учреждений. Объектом исследования стали планы и деятельность НИИ культурного и природного наследия имени Д. С. Лихачёва, Российского института культурологии, Государственного научно-исследовательского института реставрации, Государственного института искусствознания и Российского института истории искусств. Эксперты отметили дублирование научных направлений между НИИ и многолетние задержки публикаций, усомнились в научной целесообразности и актуальности отдельных направлений работы. Несмотря на протесты учёных, министерство начало масштабные реформы, которые привели к смене руководства институтов, сокращениям и переориентации работы НИИ на определённые ведомством приоритетные направления. В интервью журналистам Мединский неоднократно обосновывал необходимость реформ. В качестве примера расходования бюджетных средств на бесперспективные исследования министр приводил научную работу «Философия зайца», готовившуюся сотрудниками одного из институтов на протяжении пяти лет. По мнению министра, исследователь, изучающий за государственные деньги «философию зайца», является символом оторвавшегося от реальной науки учёного-гуманитария. Выступления Мединского совпали с началом реформы РАН. Поиски упомянутой министром работы не увенчались успехом: сотрудникам гуманитарных институтов удалось отыскать единственное упоминание зайца в стихотворении «Трансмутация зайца», предваряющем переиздание монографии «Алхимия как феномен средневековой культуры» профессора РИК Вадима Рабиновича. Предположительно именно этот текст в министерстве приняли за фундаментальное научное исследование. Учёный секретарь Института русской литературы РАН А. Костин высказал недовольство подходом, при котором чиновники определяют перспективность тем научных исследований и принимают решения о финансировании. На волне этих протестных настроений в учёной среде в июне 2014 года состоялась научная конференция «Философия зайца: неожиданные перспективы гуманитарных исследований». Министр приветствовал научную конференцию саркастичной и эпатажной телеграммой.

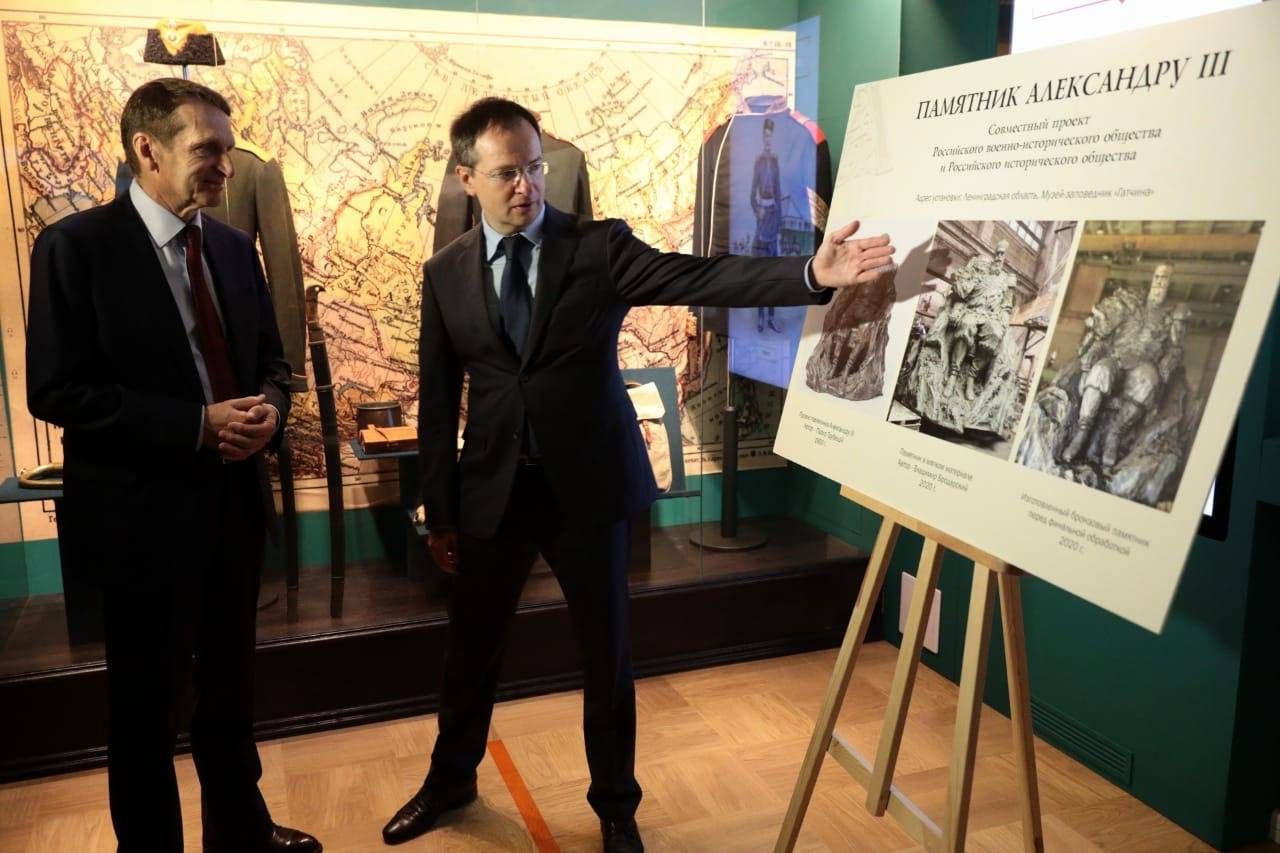
В. Р. Мединский и С. Е. Нарышкин в день подписания соглашения о сотрудничестве между РВИО и РИО

В конце января 2014 года Мединский и научный директор РВИО М. Ю. Мягков участвовали в обсуждении истории Великой Отечественной войны и её изложения в едином учебнике истории в передаче «Цена Победы» на радиостанции «Эхо Москвы». Во время обсуждения блокады Ленинграда речь зашла о «ромовых бабах», якобы выпекавшихся для городского руководства (в частности, первого секретаря обкома и горкома А. А. Жданова). Ведущий передачи В. Н. Дымарский сообщил, что информация о кондитерском цехе появилась в переиздании «Блокадной книги» писателя-фронтовика Даниила Гранина 2013 года, на что Мединский ответил: «Враньё». На сайте ИА Regnum появилось сообщение о нанесённом Гранину оскорблении, а днём спустя депутат Законодательного собрания Санкт-Петербурга от партии «Яблоко» Б. Л. Вишневский в открытом письме в Facebook потребовал от министра опровержения приведённых в «Блокадной книге» сведений или извинений перед писателем. Пресс-служба министерства заявила, что слова Мединского были неверно истолкованы и не относились ни к Гранину, ни к его творчеству. Также отмечалось, что пирожные не могли предназначаться для Жданова: тот был диабетиком. В телефонном разговоре с Граниным 12 февраля недопонимание с писателем было разрешено. Автор «Блокадной книги» подтвердил[уточнить] это. В июне 2014 года Пресненский районный суд рассмотрел иск Мединского о защите чести и достоинства к ИА Regnum. В ходе рассмотрения дела стороны заключили соглашение, по которому агентство выпустило опровержение.
В ноябре 2014 года Министерство культуры отказало в финансировании международному фестивалю документального кино «Артдокфест». Причиной стала политическая позиция президента фестиваля В. В. Манского (по словам министра — антигосударственная). Мединский отметил, что не допустит финансирования проектов Манского, пока остаётся в министерском кресле. В марте 2014 года режиссёр вместе с другими членами общественной организации российских кинематографистов «КиноСоюз» подписал письмо в поддержку украинских коллег и в эфире телеканала «Дождь» раскритиковал военное вмешательство России в события в Крыму и конфликт с новой властью Украины. 10 декабря 2014 года на встрече с читателями в книжном магазине «Буквоед» Мединский, отвечая на вопрос о субсидировании кинопроизводства, отметил, что не видит смысла в поддержке по линии Министерства культуры фильмов, «снятых по принципу „Рашка-говняшка“» — порочащих Россию, показывающих жизнь страны в негативном свете. Парламентарии из Комитета по культуре, в частности М. П. Максакова, раскритиковали Мединского за неприличную метафору. Пресс-служба министерства оправдалась, что на встрече в «Буквоеде» Мединский присутствовал в качестве писателя, а не главы ведомства. Сам министр принёс извинения за слишком резкую характеристику на заседании фракции КПРФ несколько дней спустя и отметил, что от своих слов не отказывается. Впоследствии, в январе 2018 года, резонанс в обществе вызвали задержка выдачи прокатного удостоверения на фильм «Дау» и отзыв прокатного удостоверения на фильм «Смерть Сталина».
В марте 2015 года Мединский высказался против приглашения представителей СМИ на заседания коллегии Министерства культуры, обосновав это недостаточной компетентностью журналистов в обсуждаемых на собраниях вопросах. Прецедент произошёл на очередной встрече коллегии, прямая трансляция которой проходила на сайте ведомства. Пресс-служба объяснила это стремлением избежать неточного освещения обсуждений в СМИ и предложила журналистам использовать материалы, публикуемые министерством после заседаний. Профессиональное сообщество восприняло это негативно. Председатель Союза журналистов Москвы Павел Гусев в комментарии ТАСС счёл её противоречащей закону № 2124-1 «О средствах массовой информации» и противодействием профессиональной деятельности журналистов. Пресс-служба открытого правительства отметила её несоответствие действующим рекомендациям Правительства по повышению открытости министерских коллегий.

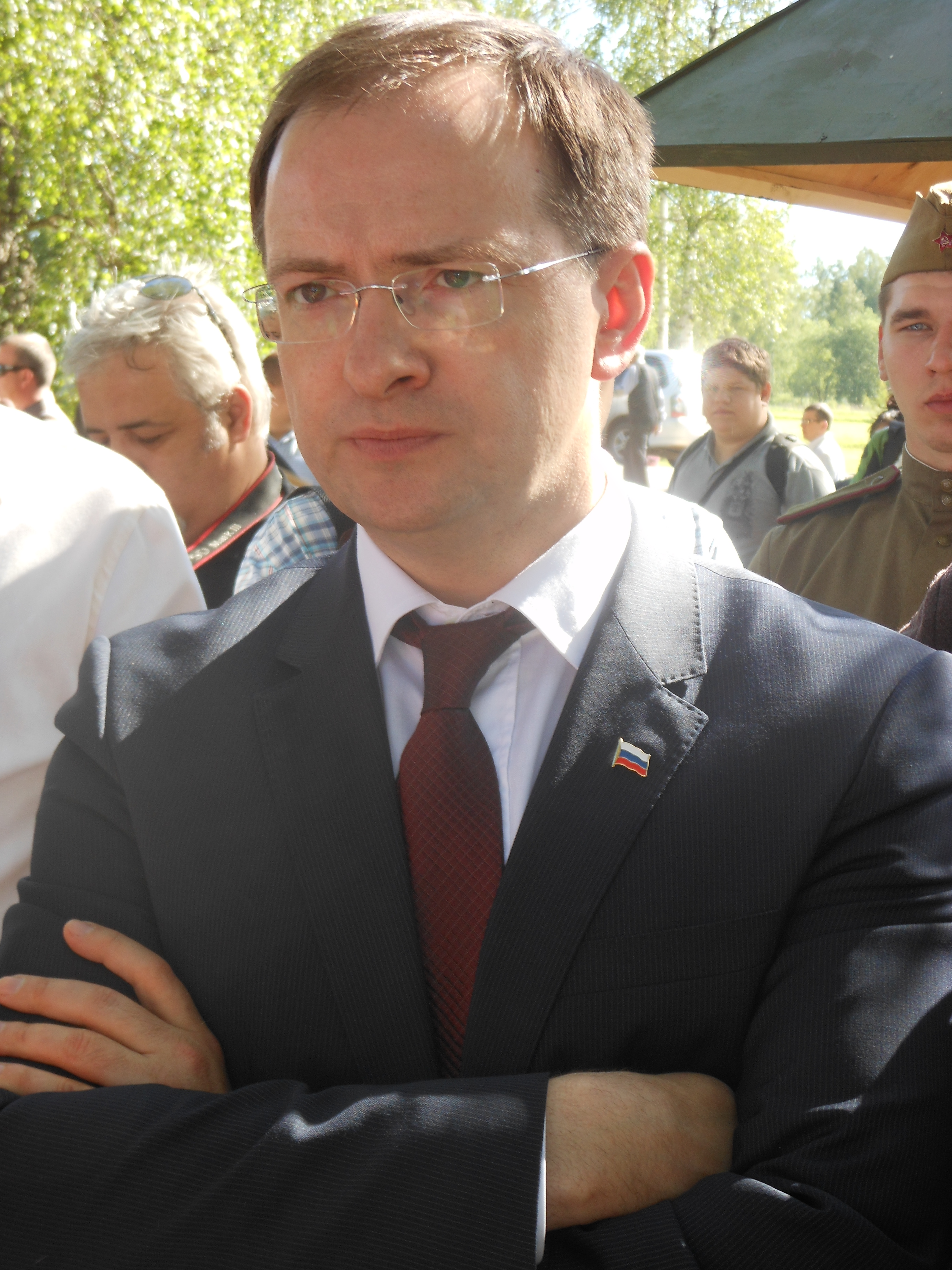
В. Р. Мединский в Бородине, 2015 год

Летом 2015 года у Мединского произошёл публичный конфликт с директором Государственного архива РФ (ГАРФ) Сергеем Мироненко на почве разногласий в трактовке ряда фактов советской истории. В частности, 22 июня 2015 года Мироненко на Всемирном конгрессе русской прессы в Москве назвал мифом историю о подвиге 28 панфиловцев под Дубосековом (ноябрь 1941). Мединский порекомендовал Мироненко сконцентрироваться на основной профессии, не давать собственных оценок архивным документам. Свою реакцию министр объяснил тем, что, по его мнению, официальное выступление директора ГАРФ воспринимается не как позиция учёного, а как позиция государства. 16 марта 2016 года Мироненко был отправлен в отставку с поста директора Госархива РФ. Официальная причина — достижение предельного возраста для госслужащих в 65 лет. При этом он остался научным руководителем ГАРФ. Сам Мироненко пояснил, что решение об уходе принял самостоятельно и не видит в этом «ничего страшного».
В 2015 году Министерство культуры России по инициативе Мединского выдвинуло ряд требований о возврате наследия Рерихов государству в связи с тем, что «МЦР удерживается без достаточных правовых оснований имущество С. Н. Рериха, завещанное им Советскому Фонду Рерихов». В марте 2017 года из музея имени Н. К. Рериха Международного центра Рерихов сотрудниками ГСУ и УЭБиПК ГУ МВД России по г. Москве были изъяты картины Николая и Святослава Рерихов, купленные бывшим председателем «Мастер-банка» на похищенные у этого банка деньги. 28 апреля 2017 года состоялось выселение МЦР, сменилась охрана, были опечатаны помещения. Ряд известных общественных деятелей и деятелей культуры подписал обращение против подобной деятельности Минкульта.
Весной 2016 года ФСБ возбудила уголовное дело против ряда работников Министерства культуры РФ и ряда предпринимателей-подрядчиков, которые подозревались в хищении государственных средств, направленных на реставрацию объектов федерального культурного наследия. Исторический облик памятников при реставрации был испорчен. В рамках этого дела были арестованы статс-секретарь Минкульта Григорий Пирумов и начальник инвестиционного департамента Борис Мазо. Сам Мединский о преступной деятельности своего заместителя, по его словам, не знал, был шокирован его арестом и выразил желание помогать расследованию. В октябре 2017 года вина всех обвиняемых была доказана, судом вынесен обвинительный приговор. После скандала Мединский ужесточил распределение бюджетных средств внутри Минкультуры РФ, отобрав право у департаментов полностью самостоятельно распоряжаться бюджетными денежными средствами.
Генпрокуратура РФ неоднократно вносила Мединскому представления в связи с выявлением различных нарушений в Минкульте РФ. В 2013 году представление Мединскому было связано с недополученными доходами в бюджет: в ходе прокурорской проверки установлено, что ответственные лица Министерства не принимали меры по защите интересов государства в области кинематографии. В мае 2016 года сотрудники прокуратуры внесли представление, что «создаются условия для незаконного вывоза культурных ценностей за границу, закрывая глаза на злоупотребления со стороны экспертов, занижающих в сотни раз стоимость произведений искусства». В сентябре 2016 года очередное представление Мединскому Генпрокуратура внесла за то, что Министерство за шесть лет не установило порядок ввоза в Россию культурных ценностей для личного пользования.
16 июня 2016 года на здании Военного инженерно-технического университета в Санкт-Петербурге при участии главы Администрации президента России Сергея Борисовича Иванова и министра культуры Владимира Ростиславовича Мединского была открыта мемориальная доска генерал-лейтенанту Русской императорской армии, а затем союзнику гитлеровской Германии Карлу Маннергейму. Выступая на церемонии открытия доски, Мединский заявил, что «возведение памятников героям Первой мировой войны — это попытка справиться с трагическим расколом в обществе». Эта акция вызвала критическую реакцию в обществе, доску неоднократно облили красной краской, расстреливали из охотничьего ружья, рубили топором. Вскоре был подан судебный иск о демонтаже. В августе 2016 года по указанию Мединского доска была перенесена и установлена на здании Музея Первой мировой войны в Царском Селе, который двумя годами ранее также был открыт по личной инициативе министра.
В октябре 2016 года, после премьеры фильма «Двадцать восемь панфиловцев», снимавшегося при финансовой поддержке Минкульта РФ, Мединский резко отозвался о скептиках. В интервью для СМИ назвал их «кончеными мразями», которые ставят под сомнение «святую легенду» о 28 панфиловцах, поскольку она, по словам министра, является символом подвига народа в Великой Отечественной войне.
С критикой в адрес Мединского выступал глава фракции «Единая Россия» Сергей Неверов, упрекнув в малопонятной политике Минкульта по выдаче кинофильмам прокатных удостоверений. В тот же день в поддержку Мединского выступила заместитель секретаря генсовета «Единой России», депутат Госдумы Ольга Баталина, высоко оценив совместные проекты партии и министерства, направленные на сохранение и развитие учреждений культуры на всех уровнях — от небольших городов до маленьких посёлков.
В июле 2025 года историк и популяризатор науки Тамара Эйдельман опубликовала на своём YouTube-канале лекцию под названием «Метод Мединского: ложь, передёргивания, мифы», в которой представила систематический анализ авторских приёмов, используемых Владимиром Мединским в его публицистике и книгах по истории. По её мнению, деятельность Мединского как автора и государственного деятеля характеризуется использованием пяти ключевых риторических стратегий: прямой фактологической лжи, подтасовок (передёргиваний), приёма «whataboutism» (перевода стрелок), голословных эмоциональных утверждений и сознательной мифологизации исторических событий.
Эйдельман подвергла критике тезисы Мединского о якобы «экономической неэффективности» рабства в Древней Руси, оправдание территориальных завоеваний Российской империи в XVIII—XIX веках как «объективной необходимости», а также утверждения о «добродушии» русского народа по сравнению с европейцами, использовавшими публичные казни. Также она указала на манипулятивное использование отдельных исторических фактов для обоснования современных политических решений. По мнению Эйдельман, подход Мединского противоречит принципу фальсифицируемости, лежащему в основе научного метода: он игнорирует данные, не соответствующие заявленной концепции, и выстраивает нарратив, основанный на эмоциональном внушении.
Особое внимание в лекции уделяется роли Мединского как одного из авторов нового учебника истории для 11 класса, в котором, как утверждается, позитивно оцениваются советские интервенции в Венгрию, Чехословакию и Афганистан, а также дискредитируется правозащитное движение в СССР.
Завершая лекцию, Эйдельман отмечает, что псевдоисторическая риторика Мединского используется для формирования лояльной государственной идеологии и не может рассматриваться как научный подход к изучению прошлого.

## Награды

### Награды Российской Федерации
- Орден Александра Невского (2020) — закрытый Указ[309].
- Орден Почёта (2014) — за большие заслуги в развитии отечественной культуры и искусства, телерадиовещания, печати, связи и многолетнюю плодотворную деятельность[310].
- Орден Дружбы (2018)[311]
- Медаль Столыпина I степени (2018).
- Благодарность Председателя Государственной Думы (2006).
- 3 благодарности Президента Российской Федерации (2006, 2010, 2017).
- Почётная грамота Президента Российской Федерации (2015).

### Ведомственные награды
- Медаль Службы внешней разведки Российской Федерации «100 лет ИНО-ПГУ-СВР» (2020)[312].
- Медаль Совета Безопасности Российской Федерации (2023)[313].

### Награды регионов России
- Орден «За заслуги перед Хакасией» (2016)[314];
- Медаль Калужской области III степени «За особые заслуги»[315].
- Знак отличия «За заслуги перед Самарской областью»[316].
- Медаль «За заслуги перед Республикой Карелия» (8 июня 2020) — за заслуги перед Республикой Карелия и её жителями, большой вклад в социально-экономическое развитие республики и активную работу в составе Государственной комиссии по подготовке к празднованию 100-летия образования Республикой Карелия[317].
- Почётная грамота Главы Чеченской Республики (2021)[318].
- Орден Дружбы (2022, Луганская Народная Республика)[319].
- Орден Республики (2022, Донецкая Народная Республика)[320].

### Иностранные награды
- Командор Ордена Культурных заслуг (Монако, 17 декабря 2015)[321].
- Орден Достык II степени (Казахстан, 2017)[322].

### Общественные награды
- Орден Преподобного Сергия Радонежского II степени (2014 год) — награда Русской Православной Церкви, «во внимание к помощи РПЦ» — за вклад в восстановление Троице-Сергиевой лавры[323][324].
- Орден Святого благоверного князя Даниила Московского II степени (2017 год) — награда РПЦ, как храмоздателю епархиального храма Живоначальной Троицы в городе Троицке (Новая Москва)[325].
- Орден Преподобного Андрея Иконописца II степени (2020) — награда РПЦ, во внимание к трудам и в связи с 50-летием со дня рождения[326].
- Медаль преподобного Далмата Исетского I степени (2015 год) — награда Курганской и Шадринской епархии Русской Православной церкви, как храмоздателю Богоявленского храма в Кургане[327][328][329].
- Медаль «Почётный панфиловец» Совета ветеранов 8-й Краснознамённой Гвардейской мотострелковой дивизии имени И. В. Панфилова (2016)[330].
- Патриаршая грамота (2018) за вклад в восстановление храмов в Московской области, в том числе связанных с жизнью Ф. И. Шаляпина и С. В. Рахманинова[331].
- Самая продаваемая книга нон-фикшн в России (издательства ОЛМА — «Просвещение»)[332].

### Премии
- Неоднократный лауреат национальной премии «Лучшие книги года»:
2021 — за книгу «Война. Герои и подвиги»[333].
2019 — за книгу «Военная история России. Главное»[334].
2014 — за книгу «Война 1939—1945. Мифы СССР»[335].
2013 — за книгу «Мифы о России»[336].
- Лауреат Международной премии имени Валентина Пикуля (2018) — за роман «Стена»[337][338].
- Лауреат премии Русского биографического института «Человек года» (2016 год)[339].

## Семья и личная жизнь
Мединский женат на Марине Олеговне Мединской (в девичестве — Никитиной), семья воспитывает четверых детей (двое сыновей и две дочери; третий ребёнок родился летом 2012 года; самый младший родился в 2017 году).
Отец Мединского — Ростислав Игнатьевич, полковник в отставке, участник ввода войск в Чехословакию в 1968 году, войны в Афганистане, ликвидации последствий аварии на Чернобыльской АЭС в 1986 году и Спитакского землетрясения в 1988 году. Советник Российского военно-исторического общества, отвечающий за работу с ветеранскими организациями.
Мать — Алла Викторовна Мединская, врач-терапевт.
Сестра — Татьяна Ростиславовна Мединская, выпускница Финансовой академии при правительстве России, кандидат экономических наук, предприниматель.